# Rajna-vidék-Pfalz vasútvonalainak listája

Németország tartományai

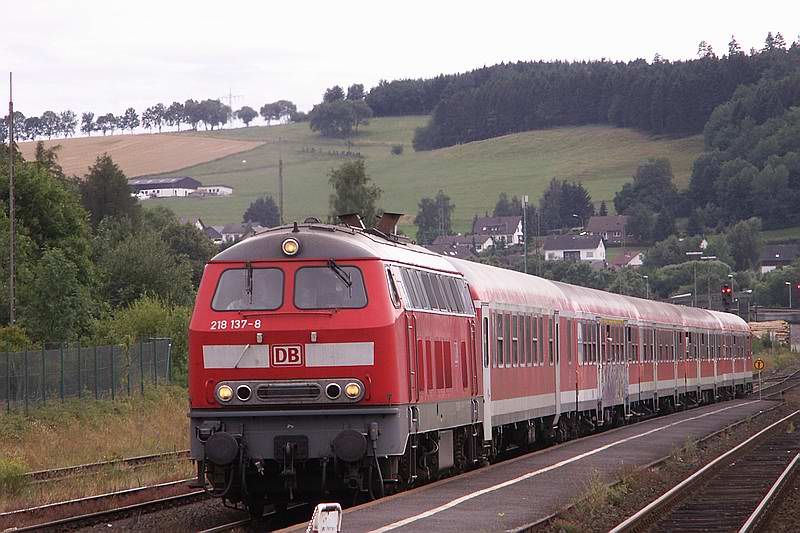
Egy DB 218-as dízelmozdony által vontatott Regionalzug az Eifellbahnon

Ez a lista a németországi Rajna-vidék–Pfalz tartomány vasútvonalait sorolja fel ábécé sorrendben. A lista nem teljes.

## Vasútvonalak
- Aartalbahn
- Ahrtalbahn
- Alsenztalbahn
- Alzey–Mainz-vasútvonal
- Alzey–Bodenheim-vasútvonal
- Asdorftalbahn
- Bachbahn
- Biebermühlbahn
- Bienwaldbahn
- AG Binger Nebenbahnen
- Birkenfelder Eisenbahn
- Bliestalbahn
- Bodenheim–Alzey-vasútvonal
- Brohltalbahn
- Bruchsal–Germersheim-vasútvonal
- Bruhrainbahn
- Bundenthal–Ludwigswinkel keskeny nyomtávú vasútvonal
- Daadetalbahn
- Deutz-Gießener Eisenbahn
- Donnersbergbahn
- Eifelquerbahn
- Eifelstrecke
- Eistalbahn
- Engers–Au
- Lokalbahn Frankenthal–Großkarlbach
- Frei-Weinheim–Jugenheim-Partenheim-vasútvonal
- Freinsheim–Frankenthal-vasútvonal
- Fürfeld–Sprendlingen-vasútvonal
- Gau Algesheim–Bad Kreuznach-vasútvonal
- Glantalbahn
- Heidelberg–Speyer-vasútvonal
- Heimbach (Nahe)–Baumholder-vasútvonal
- Hellertalbahn
- Hindenburgbrücke
- Hochwaldbahn
- Hunsrückbahn
- Hunsrückquerbahn
- Kaiserslautern–Pirmasens-vasútvonal
- Kanonenbahn
- Kasbachtalbahn
- Kleinbahn Rheinbrohl–Mahlberg
- Klingbachtalbahn
- Koblenz-Lützel–Mayen Ost-vasútvonal
- Schnellfahrstrecke Köln–Rhein/Main-vasútvonal
- Köngernheim–Nierstein-vasútvonal
- Kreuznacher keskeny nyomtávú vasútvonal
- Kuckucksbähnel
- Kurbadlinie
- Kurwaldbahn
- Kusel–Kaiserslautern-vasútvonal
- Lahntalbahn
- Lambrecht–Elmstein-vasútvonal
- Lampertsmühle-Otterbach–Otterberg-vasútvonal
- Landau–Herxheim-vasútvonal
- Landstuhl–Kusel-vasútvonal
- Lautertalbahn (Pfalz)
- Leininger Talbahn
- Limburg-Staffel–Siershahn-vasútvonal
- Limburg–Altenkirchen-vasútvonal
- Rajna-balpart vasútvonal
- Lokalbahn Alsenz–Obermoschel
- Lokalbahn Ludwigshafen–Frankenthal
- Ludwigshafen–Meckenheim-vasútvonal
- Ludwigshafen–Saarbrücken-vasútvonal
- Mainbahn
- Mainz–Ludwigshafen-vasútvonal
- Malbergbahn
- Moselbahn
- Moselstrecke
- Nahetalbahn
- Nassauische keskeny nyomtávú vasútvonal
- Nassauische Rheinbahn
- Neubaustrecke Köln–Groß-Gerau
- Neustadt–Karlsruhe-vasútvonal
- Lokalbahn Neustadt–Speyer
- Kleinbahn Neuwied-Rasselstein-Augustenthal
- Neuwied–Koblenz-vasútvonal
- Nibelungenbahn
- Nims-Sauertalbahn
- Osthofen–Gau-Odernheim-vasútvonal
- Osthofen–Rheindürkheim–Guntersblum-vasútvonal
- Osthofen–Westhofen-vasútvonal
- Pfälzer Oberlandbahn
- Pfälzische Ludwigsbahn
- Pfälzische Maximiliansbahn
- Pfälzische Nordbahn
- Philippsheim–Binsfeld-vasútvonal
- Pirmasens–Saarbrücken-vasútvonal
- Polch–Münstermaifeld-vasútvonal
- Pronsfeld–Neuerburg-vasútvonal
- Pronsfeld–Waxweiler-vasútvonal
- Pünderich–Traben-Trarbach-vasútvonal
- Queichtalbahn
- Rajna-jobbpart vasútvonal
- Rhein-Haardtbahn
- Rhein-Main-Bahn
- Rheinhessenbahn
- Saarstrecke
- Schifferstadt–Wörth-vasútvonal
- Schwarzbachtalbahn (Pfalz)
- Selters–Hachenburg keskeny nyomtávú vasútvonal
- Siegstrecke
- Simmern–Gemünden-vasútvonal
- Speyer–Heidelberg-vasútvonal
- Sprendlingen–Fürfeld-vasútvonal
- Stumpfwaldbahn
- Südpfalzbahn
- Thionville–Trier-vasútvonal
- Trajekt Bingen–Rüdesheim
- Trajekt Mainz–Gustavsburg
- Trajekt Mainz–Kastel
- Trierer Weststrecke
- Türkismühle–Kusel-vasútvonal
- Umgehungsbahn Mainz
- Untere Eistalbahn
- Untere Queichtalbahn
- Vennbahn
- Vennquerbahn
- Verbindungskurve Igelstein
- Wasgauwaldbahn
- Weinheim–Worms-vasútvonal
- Wengerohr–Bernkastel-Kues-vasútvonal
- Wengerohr–Daun-vasútvonal
- Westeifelbahn
- Westerwaldbahn
- Westerwaldquerbahn
- Wiesbachtalbahn
- Wiesbaden–Bad Münster am Stein-vasútvonal
- Wieslauterbahn
- Winden (Pfalz)–Bad Bergzabern-vasútvonal
- Wissertalbahn
- Hafenbahn Worms
- Worms–Gundheim-vasútvonal
- Zellertalbahn
- Hornbachbahn